# Holîșiv (Zorea), Rivne
Holîșiv (în ucraineană Голишів) este un sat în comuna Zorea din raionul Rivne, regiunea Rivne, Ucraina.

## Demografie
Componența lingvistică a localității Holîșiv
     Ucraineană (99,72%)
     Alte limbi (0,27%)
Conform recensământului din 2001, majoritatea populației localității Holîșiv era vorbitoare de ucraineană (99,72%), existând în minoritate și vorbitori de alte limbi.